# Клима, Петр
Петр Клима (чеш. Petr Klíma; 23 декабря 1964, Хомутов — 4 мая 2023) — чешский хоккеист, нападающий. Обладатель Кубка Стэнли 1990 года, двукратный чемпион Чехословакии.

## Биография
Петр Клима начал свою карьеру в клубе «Литвинов». С 1981 года играл в чемпионате Чехословакии за основную команду. В 1983 году на два года перешёл в армейскую команду «Дукла Йиглава», в составе которой дважды становился чемпионом Чехословакии.
Участник Кубка Канады 1984 ( 5 матчей, 2 гола).

В 1985 году сбежал за океан, выступал в НХЛ на протяжении 12 сезонов. В 1990 году стал обладателем Кубка Стэнли в составе «Эдмонтон Ойлерз». В 1997 году вернулся в Европу, провёл один сезон в Германии за «Крефельд Пингвин». В 1998 году ненадолго вернулся в НХЛ, подписав контракт с «Детройт Ред Уингз». С 1999 до 2001 года нигде не играл, в 2001 году возобновил игровую карьеру в родном «Литвинове», за который отыграл два сезона в чешской Экстралиге. Завершил карьеру в 2003 году.
В конце 2017 году стал тренером клуба чешской первой лиги «Кадань».
Умер 4 мая 2023 года в возрасте 58 лет. Причины его смерти не сообщаются, спортсмена нашли мёртвым в его доме в Хомутове.

## Достижения
- Обладатель Кубка Стэнли 1990
- Чемпион Чехословакии 1984 и 1985
- Серебряный призёр молодёжного чемпионата мира 1983 и чемпионата Европы среди юниоров 1982
- Бронзовый призёр молодёжного чемпионата мира 1984
- Бронзовый призёр чемпионата Чехословакии 1982

## Статистика
- НХЛ — 881 игра, 625 очков (341+284)
- АХЛ — 20 игр, 14 очков (7+7)
- ИХЛ — 19 игр, 21 очко (7+14)
- Чемпионат Чехословакии — 138 игр, 127 очков (69+58)
- Чемпионат Чехии — 94 игры, 54 очка (38+16)
- Чемпионат Германии — 38 игр, 19 очков (7+12)
- Немецкая вторая лига — 12 игр, 38 очков (27+11)
- Сборная Чехословакии — 28 игр, 10 шайб[5]
- Всего за карьеру — 1230 игр, 506 шайб

## Семья
Его отец бывший хоккеист сборной Чехословакии Йозеф Клима (род. 05.01.1938 г.). У Петра Климы два сына, близнецы, родившиеся 5 января 1997 года. Оба также хоккеисты: Келли играет за клуб «Тусон Роудраннерс», а Кевин в Чехии за команду «Градец-Кралове».